# Ули-Аряма
Ули́-Аряма́ (рос. Улы-Аряма, башк. Оло Әрәмә) — присілок у складі Благоварського району Башкортостану, Росія. Входить до складу Кучербаєвської сільської ради.
Населення — 117 осіб (2010; 151 в 2002).
Національний склад:
- татари — 49 %
- башкири — 47 %